# Температура замерзания
Температура замерзания (также температура кристаллизации, температура затвердевания) — температура, при которой вещество совершает фазовый переход из жидкого состояния в твёрдое. Обычно совпадает с температурой плавления. Формирование кристаллов происходит при специфичной для конкретного вещества температуре, слегка варьирующейся с давлением; в некристаллических аморфных телах (например, в стекле) затвердевание происходит в определённом диапазоне температур. В случае аморфных тел температурой плавления считается точка, в которой исчезают последние признаки твёрдой фазы, а температурой замерзания — точка, в которой, наоборот, полностью исчезает жидкая фаза; и эти две температуры различаются.
Температура затвердевания (и плавления) может отсутствовать у веществ, которые при нормальном давлении переходят из газообразного состояния прямо в твёрдое (например, у иода). При увеличении давления температура затвердевания обычно слегка повышается, но существуют и исключения (так, с повышением давления температура замерзания воды падает).
Температура затвердевания смесей жидкостей (например, раствора спирта в воде) ниже более высокой из температур замерзания компонентов («второй закон Рауля»). При этом смесь обычно замерзает постепенно в некотором диапазоне температур, и точка полного исчезновения следов жидкой фазы зачастую значительно ниже, чем температура замерзания любого из компонентов. Этот эффект широко используется на практике, так, в системе охлаждения двигателей используется антифриз в виде смеси (эвтектики) воды с этиленгликолем. Хотя последний замерзает при −25° С, смесь при соотношении воды и этиленгликоля 1:3 может оставаться в жидком состоянии при температурах до −75° С. Насыщенный раствор поваренной соли в воде не замерзает до −21° С, благодаря этому посыпание дороги солью помогает при гололёде.